# Cubazomus sheylae
Espèce
Cubazomus sheylae est une espèce de schizomides de la famille des Hubbardiidae.

## Distribution
Cette espèce est endémique de la province de Santiago de Cuba à Cuba. Elle se rencontre vers Guamá dans la Sierra Maestra.

## Description
Le mâle holotype mesure 2,63 mm et la femelle paratype 2,10 mm.

## Taxonomie
Le nom valide complet (avec auteur) de ce taxon est Cubazomus sheylae Teruel, 2017.

### Étymologie
Cette espèce est nommée en l'honneur de Sheyla Yong.

## Publication originale
- Teruel, 2017 : Taxonomic revision of the genus Cubazomus Reddell & Cokendolpher, 1995, with description of a new species (Schizomida: Hubbardiidae). Revista Iberica de Aracnologia, vol. 30, no 1, p. 71-81.